# Stati di allucinazione
Stati di allucinazione (Altered States) è un film del 1980 diretto da Ken Russell e interpretato da William Hurt.
Tratto da un romanzo dello sceneggiatore Paddy Chayefsky, il film è liberamente ispirato alla vita del ricercatore e psichiatra statunitense John Lilly, anche se la trama sconfina nella fantascienza. Chayefsky disconobbe però il film, ebbe continue liti con il regista e rifiutò di firmare la sceneggiatura. Questa appare nei titoli attribuita a Sydney Aron, il vero nome proprio dello scrittore. La pellicola, candidata per gli Oscar alla migliore colonna sonora di John Corigliano e per il suono, segna il debutto al cinema dell'attore William Hurt; nel film appare anche una giovanissima Drew Barrymore (nel ruolo secondario della figlia del protagonista), all'età di 5 anni.

## Trama
Edward Jessup, psicopatologo della Columbia University, studia la schizofrenia e comincia a pensare che “gli altri stati di coscienza siano reali quanto quelli di veglia”. Inizia così a sperimentare la deprivazione sensoriale utilizzando una vasca di galleggiamento, aiutato da due ricercatori che la pensano come lui, Arthur Rosenberg e Mason Parrish. Ad una festa della facoltà, incontra un altro “ragazzo prodigio” e la sua futura moglie, Emily.
Sette anni dopo, Edward ed Emily hanno due figlie, sono sull'orlo del divorzio e si riuniscono alla coppia che li ha presentati per la prima volta. Quando Edward sente parlare della tribù Hinchi, i cui membri sperimentano stati allucinatori comuni, si reca in Messico per partecipare alla loro cerimonia. Durante la salita alla collina degli Hinchi (un altopiano ricoperto di spettacolari ventifatti a forma di fungo) Edward viene informato dalla sua guida, Eduardo Echeverria, che gli Hinchi usano nelle loro cerimonie una pozione contenente il fungo sacro Amanita muscaria e l'arbusto Sinicuiche (Heimia salicifolia), che stanno raccogliendo per le cerimonie del prossimo anno.
La tribù chiama l’Heimia salicifolia con il nome di Hinchi che significa “fiore primordiale”, in riconoscimento dei profondi stati di memoria che esso può evocare. Si vede un anziano indigeno (“il brujo”) con una radice (presumibilmente una radice di Heimia) in mano, che chiede a Edward di tenere, prima di ferire la mano di Edward per aggiungere alcune gocce di sangue alla miscela che sta preparando. Subito dopo aver consumato la miscela, Edward sperimenta bizzarre e intense allucinazioni, tra cui quella della pietrificazione e della successiva erosione da parte della sabbia di Emily e di sé stesso. Il mattino seguente, Edward lascia l'altopiano degli Hinchi sotto una nuvola, dopo aver ucciso, in stato di ebbrezza, un grosso esemplare di varano sacro degli Hinchi (che un petroglifo mostrato nella sequenza del sogno mostra come, secondo loro, abbia dato loro il fungo sacro nel passato mitico). Torna negli Stati Uniti con un campione della pozione Hinchi per essere analizzato dai suoi colleghi e per ulteriori esperimenti personali, continua ad assumerla per portare la sua esplorazione degli stati alterati di coscienza ad un nuovo e più alto livello.
Quando le concentrazioni tossiche della sostanza rendono pericoloso l'aumento del dosaggio, Edward torna alla privazione sensoriale, credendo che questa possa potenziare gli effetti della sostanza alla dose attuale. Riparando una vasca di deprivazione sensoriale in disuso in una scuola di medicina, Edward la usa per sperimentare una serie di visioni sempre più drastiche, tra cui una dei primi ominidi. Monitorato dai suoi colleghi, Edward insiste che le sue visioni si sono “esteriorizzate”. Uscito dalla vasca, con la bocca insanguinata, scrivendo freneticamente appunti perché non riesce a parlare, Edward insiste per essere sottoposto a una radiografia prima di “ricostituirsi”. Un radiologo che ispeziona le radiografie dice che appartengono a un gorilla.
Negli esperimenti successivi, Edward sperimenta una vera e propria devoluzione biologica fisica. A un certo punto emerge dalla vasca di isolamento come un cavernicolo selvaggio e curiosamente di piccola statura, con la pelle chiara, che si scatena per alcune strade della città e irrompe in uno zoo prima di tornare alla sua forma naturale. Nonostante la preoccupazione dei suoi colleghi, Edward continua ostinatamente. Nell'esperimento finale, Edward sperimenta una regressione più profonda, trasformandosi in una massa amorfa di materia cosciente e primordiale. Un'onda di energia rilasciata dall'esperimento stordisce i colleghi di Edward e distrugge la sua vasca. Emily si riprende e trova un vortice al posto della vasca. Cerca Edward nel vortice e lo trova mentre è sul punto di diventare un essere energetico non corporeo che scomparirà del tutto dalla realtà se la trasformazione giungerà a compimento.
I suoi amici portano Edward a casa, sperando che le trasformazioni finiscano. Sorvegliato da Emily, Edward ricomincia a regredire in modo incontrollato, poiché le trasformazioni non richiedono più l'assunzione del “primo fiore” o la privazione dei sensi. Esortando Edward a combattere il cambiamento, Emily gli afferra la mano, venendo immediatamente avvolta dall'energia primordiale che emana da Edward. La vista di Emily apparentemente consumata dall'energia risveglia la sua coscienza umana nella forma in evoluzione di Edward. Egli combatte quindi la trasformazione e ritorna alla sua forma umana. Edward abbraccia Emily, che ritorna normale.

## Produzione
La regia del film era stata inizialmente affidata ad Arthur Penn.

## Riconoscimenti
- 1981 – Golden Globe
  - Candidatura per il migliore attore debuttante a William Hurt[2]
- 1981 – Premio Oscar[3]
  - Candidatura per la miglior colonna sonora a John Corigliano
  - Candidatura per il miglior sonoro a Arthur Piantadosi, Les Fresholtz, Michael Minkler e Willie D. Burton
- 1981 – Saturn Award
  - Miglior trucco a Dick Smith
  - Candidatura per il miglior film di fantascienza
  - Candidatura per il miglior regista a Ken Russell
  - Candidatura per il miglior soggetto a Sidney Aaron

## Influenza culturale
Il film ha reso popolare al grande pubblico la tecnica della vasca di deprivazione sensoriale.